# Pandan Arum
Pandan Arum is een bestuurslaag in het regentschap Pekalongan van de provincie Midden-Java, Indonesië. Pandan Arum telt 3386 inwoners (volkstelling 2010).